# Jean-Henri Brandon
Pour les articles homonymes, voir Brandon.

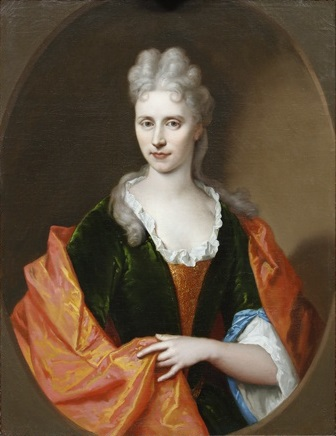
Portrait de Deliana Margaretha Voet van Winssen par Brandon

Jean-Henri Brandon ou Jan Hendrik Brandon, né vers 1660 à Sedan et mort à Utrecht le 24 janvier 1714, est un peintre français.

## Biographie
Il se fait connaître en Hollande et est reçu à l'Académie de La Haye en 1696. Il s'installe à Utrecht en 1708 et y finit sa vie le 24 janvier 1714.
On lui doit, entre autres, des portraits (Hendrik van Bruegel, 1694 ; Rapin-Thoyras, 1699...), un buste de Guillaume III d'Angleterre et, en 1699, un portrait du stadhouder Guillaume III de Nassau (1650-1702).
Jules Verne le mentionne dans le chapitre premier de son roman Le Docteur Ox.